# Олівія Овенсон
Кларк, Леді Олівія (уроджена Овенсон; (1785 , Дублін  — 24 квітня 1845 , Дублін ) — ірландська поетка та драматургеса, найбільш відома як авторка «Ірландки», комедії в п'яти діях. Сестра ірландської письменниці Сідней Морган.

## Походження та навчання
Олівія Овенсон народилася в Дубліні в 1785 році в родині Роберта Овенсона та Джейн Гілл. Її батько був ірландським католиком і професійним актором, а мати була протестанткою, дочкою торговця зі Шрусбері. У 1776 році її батьки переїхали з Великої Британії до Ірландії та оселилися в Дубліні, де Овенсон заробляв на життя, виступаючи в театрах Дубліна, Драмкондрата та Слайго. Ї старша сестра народилася в 1778 році, її назвали Сідней. Згодом вона стала відомою англійською письменницею. Спочатку Кларк зростала в Дубліні на вулиці Дейм зі своєю сестрою. Однак її мати померла в 1789 році, то батько обидвох своїх доньок відправив на навчання до загальноосвітньої школи. Кларк відвідувала школу мадам Терсон у Клонтарфі, а пізніше навчалася в школі місіс Андерсон у Дубліні. Після закінчення закладів загальної середньої освіти сестри приєдналися до свого батька в Кілкенні, проживши разом кілька років. Кларк отримала посаду гувернантки в родині Браунрігг, де познайомилася з лікарем, який згодом став її чоловіком.

## Кар'єра
Леді Кларк писала вірші для різних періодичних видань у Дубліні, включаючи Metropolitan Magazine, The Comic Offering та Athenaeum. Вона стала, перш за все, відомою своїми сатиричними віршами. Кларк також активно проводила салони у своєму будинку на Північній Грейт-Джордж-стріт. Як драматург також підтримувала зв'язок з театром і поставила п'єсу «Ірландка» в 1819 році в Королівському театрі Дубліна.
У шлюбі в Олівії народилися три доньки Сідні, Олівію та Жозефіну, які, природньо, пережили її. Вони успадкували маєток її сестри письменниці та підтримували її листування. Її дочка Олівія вийшла заміж за Марміона Севіджа. Кларк померла 24 квітня 1845 року на 60 чи 61-му році життя. Її поховали разом із батьком в Айрістауні, Дублін. Її чоловік прожив ще 12 років та помер у 1857 році.